# Jugemu
Jugemu (寿限無?) es un cuento popular japonés y una de las historias más famosas de rakugo, una forma de entretenimiento hablado en japonés. Tiene una historia simple, con la parte más humorística siendo la repetición de un nombre ridículamente largo. A menudo se usa en sesiones de entrenamiento para animadores de Rakugo.

## Argumento
En el cuento, una pareja no podía pensar en un nombre adecuado para su bebé recién nacido, por lo que el padre fue al templo y le pidió al sacerdote principal que pensara en un nombre auspicioso. El sacerdote sugirió varios nombres, comenzando con  Jugemu . El padre no podía decidir qué nombre prefería y, por lo tanto, le dio al bebé todos los nombres. Un día, Jugemu se peleó con un amigo, y el amigo sufre un gran golpe en la cabeza, por lo que llora a los padres de Jugemu, pero debido al tiempo que lleva recitar su nombre, el golpe en la cabeza desaparece.
Otra versión de la leyenda dice que un día, Jugemu cayó en un lago, y sus padres apenas llegaron a tiempo para salvarlo, ya que todos los que tenían que pasar la noticia tenían que pasar mucho tiempo recitando su nombre completo.
El nombre completo de Jugemu es:
 Jugemu Jugemu  ( 寿限無、寿限無?)
 Gokō-no surikire  ( 五劫の擦り切れ?)
 Kaijarisuigyo-no  ( 海砂利水魚の?)
 Suigyōmatsu Unraimatsu Fūraimatsu  ( 水行末 雲来末 風来末?)
 Kūnerutokoro-ni Sumutokoro  ( 食う寝る処に住む処?)
 Yaburakōji-no burakōji  ( 藪ら柑子の藪柑子?)
 Paipopaipo Paipo-no-shūringan  ( パイポ　パイポ　パイポのシューリンガン?)
 Shūringan-no Gūrindai  ( シューリンガンのグーリンダイ?)
 Gūrindai-no Ponpokopī-no Ponpokonā-no  ( グーリンダイのポンポコピーのポンポコナーの?)
 Chōkyūmei-no Chōsuke  ( 長久命の長助?)

## Interpretación
Jugemu
Literalmente "vida sin límites".
Go kō no surikire
Literalmente "cinco  kō  (un total de 20 mil millones de años) de fricción (la roca)". En la leyenda japonesa, una doncella celestial visitará el mundo humano cada tres mil años, dejando marcas de fricción en una roca con su vestido. Se necesitan cinco  kō  o cinco veces 4 mil millones de años para dividir la roca con el roce. El sacerdote bendice al niño a vivir tanto tiempo.
Kaijari suigyo
Literalmente "grava en el mar y pescado en agua". La cantidad de grava y cantidad de peces en el mundo representa el grado de suerte y fortuna del niño.
Suigyōmatsu
Literalmente "donde el agua finalmente se va". Debido a que el agua es libre de ir a cualquier parte, el niño es bendecido con un bienestar ilimitado donde quiera que vaya.
Unraimatsu
Literalmente "donde las nubes vienen originalmente". Debido a que las nubes vienen de cualquier parte, esto es similar a lo anterior.
Fūraimatsu
Literalmente "donde el viento viene originalmente". Similar a lo anterior.
Kuunerutokoro
Literalmente "lugares para comer y dormir". Es una suerte tener comida y refugio.
Sumutokoro
Literalmente "lugares para vivir". Lo mismo que arriba.
Yaburakōji-no burakōji
Literalmente " marlberry / Ardisia japonica arbustos en Yabura Trail". El nombre japonés moderno de la planta es "yabukōji, y se considera que está imbuido de energía durante todo el año. "Yabura" no tiene ningún significado inherente, pero se deduce que es  yabukōji  con el sufijo plural  ra .
Paipo, Shūringan, Gūrindai, Ponpokopī, Ponpokonā
Estos son nombres inventados de un reino y familia real en la antigua China. Paipo era un reino rico y pacífico, donde reinaban el rey Shūringan y su reina Gūrindai. Ellos dieron a luz a la princesa Ponpokopī y la princesa Ponpokonā, y todos ellos disfrutaron de la longevidad. Estos nombres, aunque no suenan particularmente en chino, suenan extraños incluso en japonés, [cita requerida]
Chōkyūmei
Literalmente "vida larga y duradera".
Chōsuke
Literalmente "bendecido por mucho tiempo".